# Elephant Man (chanteur)
Pour les articles homonymes, voir Elephant Man.
Elephant Man ou Energy God, noms de scène de Morgan Hughlin Bryan O'Neil, est un chanteur de reggae et musicien jamaïcain, né le 11 septembre 1975 à Seaview Gardens (Jamaïque).

## Biographie
Il est repéré par Bounty Killer et fait ses débuts au sein du Scare Dem Crew, avec Harry Toddler et Nitty Kutchie. Par la suite, il se lance dans une carrière en solo.
En 2000, il sort Comin' 4 You, chez Greensleeves, l'année suivante Log On, puis en 2002, Higher Level.
Il a su imposer un style personnel, qui l'a propulsé dans les meilleurs hits dans de nombreux pays, avec notamment Pon de River/Pon de Bank, ou encore Jook Gal.
Il est désormais une des figures incontournables du dancehall.
Il vit aujourd'hui à Kingston.
En 2007, il s'associe à Kat DeLuna et sort Whine Up, un succès de l'été 2009.
Il apparaît également dans le jeu vidéo Def Jam: Fight For NY.

## Controverse
Elephant Man a été critiqué pour ses paroles appelant à la violence contre les personnes homosexuelles (Murder music). Il s'en est excusé publiquement. En 2003, le groupe British LBGT OutRage! a demandé l'arrestation et l'accusation de plusieurs stars du dancehall dont Elephant Man, Bounty Killer et Beenie Man pour violation des lois sur les crimes de haine, cependant un studio d'enregistrement en accord avec les groupes de droits homosexuel dans le Royaume-Uni l'a autorisé à rester libre.
Il sera cité en 2012 dans une chanson de Tryo intitulée " Brian Williamson ", issue de l'album Ladilafé. Ils l'accusent alors d'être homophobe parmi d'autres groupes ou chanteurs de Reggae.

## Discographie

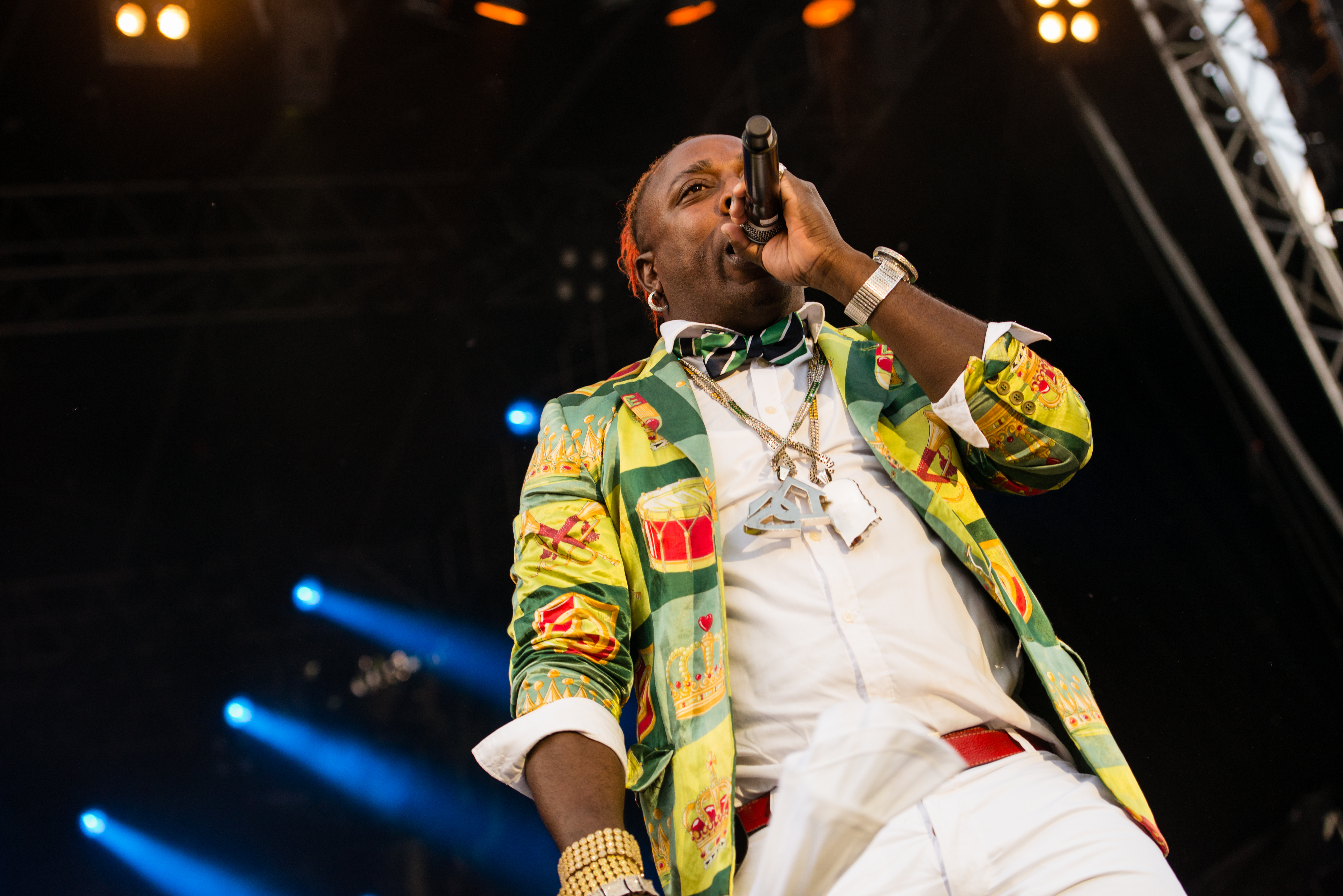
Elephant Man, Ruhr Reggae Summer 2014

- Comin 4 U (2000)
- Log On (2001)
- Higher Level (2002)
- Good 2 Go (2003)
- Over Di Wall (2006)
- Let's Get Physical (2007)
- Dance & Sweep (2011)

### Singles
| Année | Titre                                                                | Palmarès   | Palmarès       | Palmarès       | Album                                  |
| Année | Titre                                                                | US Hot 100 | US R&B/Hip-Hop | Hot Rap Tracks | Album                                  |
| 2003  | "Pon De River, Pon de Bank"                                          | 86         | 29             | 19             | Good 2 Go                              |
| 2004  | "Jook Gal (Head Gawn Remix)" (feat. Twista, YoungBloodZ and Kiprich) | 57         | 20             | 15             | Good 2 Go (Remix to its album version) |
| 2007  | "Five-O" (feat. Wyclef Jean)                                         | -          | 87             | -              | Let's Get Physical                     |
| 2009  | "Whine Up" (by Kat DeLuna)                                           | 29         | -              | -              | 9 Lives                                |
| 2007  | "China Wine" (by Sun)                                                | -          | -              | -              | TBA                                    |

### Apparitions
Ce qui suit est une liste de chanson où Elephant Man chante avec d'autres artistes, ce sont souvent des remixs:
- All Nite (Don't Stop) (So So Def Remix) by Janet Jackson feat. Elephant Man
- Are You Feelin' It? by the Teddybears feat. Elephant Man; Soft Machine
- Get Low (Remix) by Lil Jon & The East Side Boyz feat. Ying Yang Twins, Busta Rhymes, & Elephant Man; Part II
- Pon de Replay (Remix) by Rihanna feat. Elephant Man; Music of the Sun
- Reggae Bump Bump by R. Kelly feat. Elephant Man; TP-3: Reloaded
- Shake (Remix) by Ying Yang Twins feat. Pitbull & Elephant Man; Money Is Still a Major Issue
- Switch (Reggae Remix) by Will Smith feat. Elephant Man; Lost & Found
- U Sexy Girl by Fatman Scoop feat. Elephant Man & Jabba; U Sexy Girl
- What U Gon' Do (Jamaican Remix) by Lil Jon & The East Side Boyz feat. Elephant Man & Lady Saw; Crunk Juice
- Shake That Booty (Krumpa Remix) by David Banner feat. Elephant Man; Certified
- Shake Baby Shake (Seeed Remix) by Seeed feat. Elephant Man; What You Deserve Is What You Get - EP
- Whine Up by Kat DeLuna feat. Elephant Man; 9 Lives
- Robbery (Remix) by Killah Priest feat. Elephant Man & Savoy  (Black August)
- Get Wild (Bonus Track) by Lil Skeeter feat. Elephant Man; Midwest Mastermind
- China Wine by Sun feat. Wyclef Jean, Elephant Man, and Tony Matterhorn
- Throw Your Hands Up by Teddybears STHLM feat. Elephant Man and Harry Toddler of Scare Dem Crew; Rock 'n' Roll Highschool
- Money In The Bank (Remix) by Swizz Beatz feat. Young Jeezy, Ève & Elephant Man
- Spin Ya Rag by Lil Jon & DJ Ideal feat. Elephant Man; The BME Mixtape
- Wall To Wall (Remix) by Chris Brown; Wall To Wall (Single)
- Umbrella Remix by Rihanna feat. Elephant Man
- Put dem up avec Atep (2008)
- Caraibean Girl avec TLF (2012)
- Island Boy by Showtek feat.Dropgun & Elephant Man & GC (Gate Citizens) (2019)
- Quite like me avec Lewca sur l'album "Boombap For Boomers" (2023)